# سكيبتون وريبون (دائرة انتخابية في المملكة المتحدة)
سكيبتون وريبون (بالإنجليزية: Skipton and Ripon)‏ هي إحدى الدوائر الانتخابية في المملكة المتحدة الممثلة في مجلس العموم في برلمان المملكة المتحدة.
عضو البرلمان الذي يمثلها حالياً هو :Rt Hon David Curry (Con).